# شاهد (لوحة تذكارية)

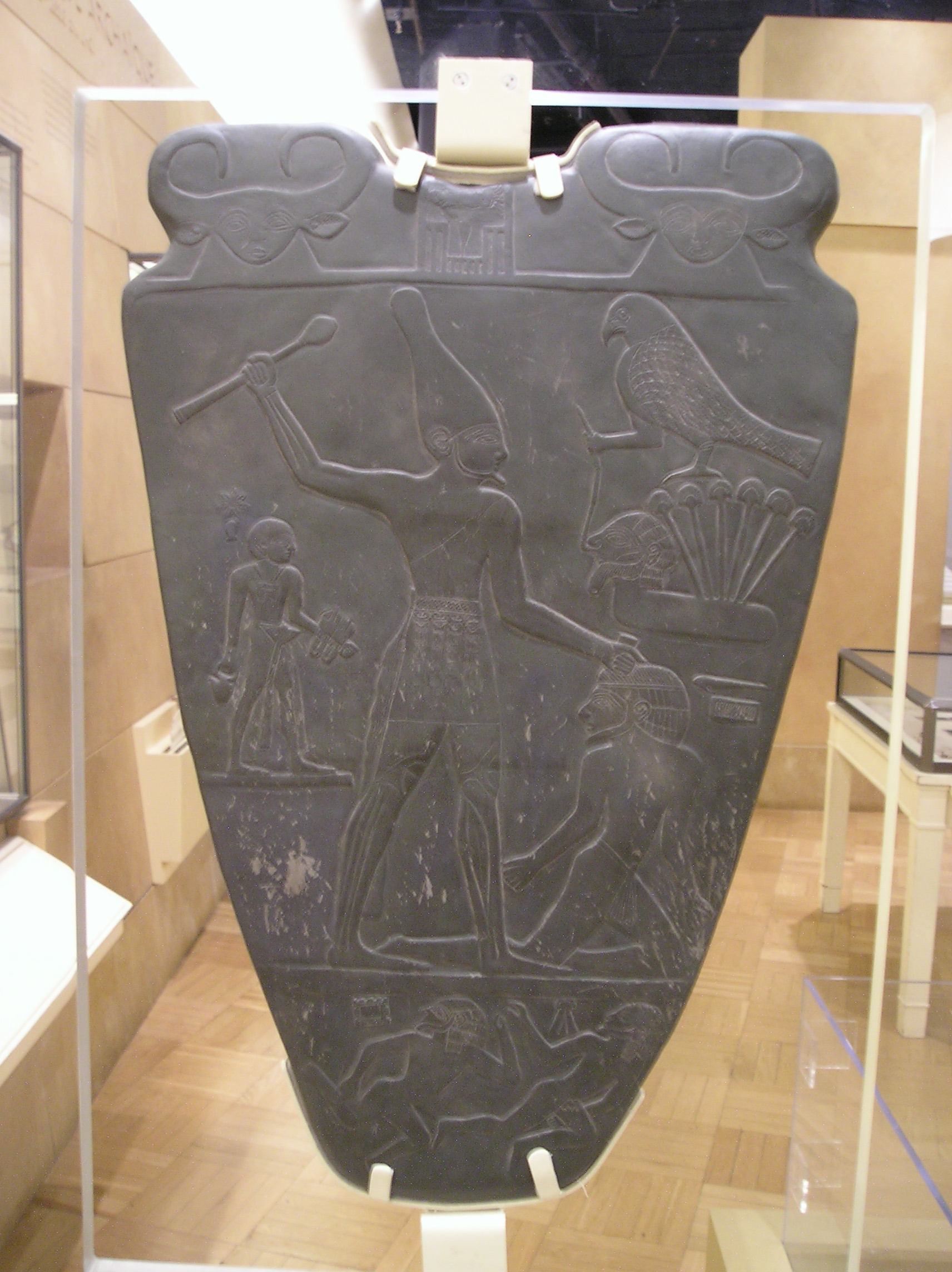
أحد وجهي لوحة نارمر، من سنة 3100 قبل الميلاد.

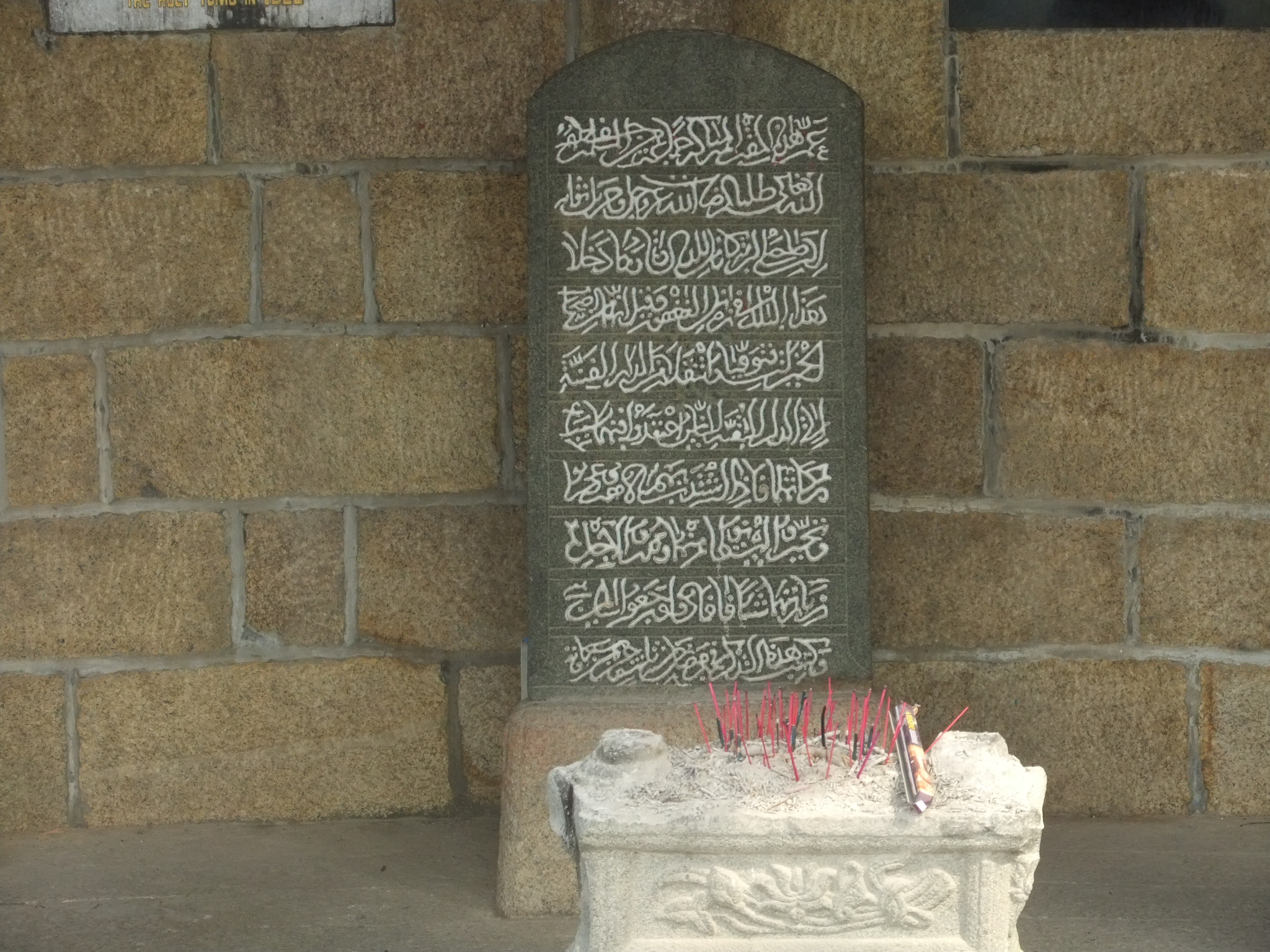
لوحة تذكارية نصبت في عهد مملكة يوان لشخصان دعا أهل مدينة الزيتون إلى الإسلام.

لوحة  أو لوحة تذكارية  (باللاتينية: Stela) وبالمصرية القديمة «وج» هي لوح من الحجر أو الخشب يكون ارتفاعها عادة أطول من عرضها، تنصب أمام قبر للتعريف بصاحبه، أو للتذكرة بحدث تاريخي هام، أو لتحديد حدود بلد أو حدود قطعة أرض. تشكل في عدة أشكال فقد تكون نقشا على البارز، أو نقشا محفورا أو نقشا بارزا بحيث تخرج بعض الأعضاء أو الأجزاء من اللوحة أو غير ذلك. من أقدم ما نعرفه من اللوحات لوحة نارمر من قدماء المصريين التي عبر فيها الفنان المصري القديم عن حدث انتصار الفرعون مينا (أو نارمر) من صعيد مصر على أمراء الدلتا عام 3100 قبل الميلاد، ووحد القطرين المصريين، الجنوبي والشمالي، وأنشأ أول دولة تحكم مركزيا في التاريخ.
كما استخدم المصري القديم أيضا اللوحة  كلوحة قبر  بغرض التعريف بصاحب القبر، وتخليد اسمه. فكان المصري القديم يعتقد أن بعث الميت يشترط تخليد اسمه كتابة أو ذكرا، أمثلة على ذلك «لوح أمحوتب». كما خلد الفرعون تحتمس الرابع حلما حلمه وهو نائم يستريح من عناء الصيد تحت ظلال أبي الهول، بشره فيه أبو الهول بأنه سوف يعتلي عرش مصر، وكان في هذا الوقت لا يزال أميرا وله أخوة كثيرين.

## أصلها ووظيفتها

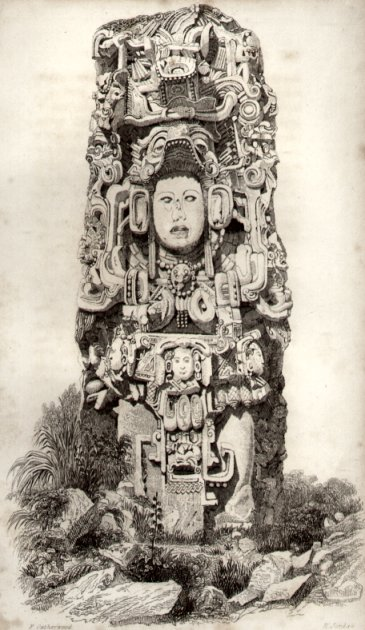
اللوحة N من مدينة كوبان كوبان، هندوراس للملك «كاك يبياي كاويل» (رسم لفريدريك كاثروود عام 1839).

أنشئت اللوحات أيضا لتحديد حدود بلد مثلما نجد في لوحات الحدود التي أقامها إخناتون في العمارنة. أو للتذكرة بانتصار عظيم. وزاد استخدامها في بلاد الشرق الأوسط وفي العراق القديم وفي اليونان وبلاد فارس وإثيوبيا، وكذلك أنشأها الهنود الحمر من المايا. وتعتبر أعداد اللوحات الكبيرة الموروثة عن قدماء المصريين ومن أمريكا الوسطى من أهم مصادر المعرفة عن تلك الحضارات القديمة.
وفي أيامنا المعاصرة نستخدم اللوحة لتذكارية كثيرا عند أنشاء مشروع كبير أو بناية كبيرة مثل مدرسة أو مستشفى أو لوحة لشهداء الوطن وغيرها.

## لوحة أمحوتب
اهتم المصري القديم بنصب لوحا جنائزيا أمام قبره بغرض التذكرة به. وكان جزء من اللوحة يختص بتمجيد لأحد الآلهة بغرض ان يحافظ على الميت ومساعدته على البعث في الحياة الآخرة. وفي جزء آخر من اللوحة يذكر اسم صاحب المقبرة واسم والدته واسم أبيه، ووظيفتهما ووظيفة صاحب المقبرة. وكان جزء آخر مخصص لذكر الأعمال الطيبة التي عملها الميت في حياته لتكون عونا له على بلوغ الحياة الآخرة. وجزء منها كان مخصص لطلب هبة من الطعام أو الماء ممن يمر على القبر، لكي تأكل منها روح الميت عند عودتها إليه، وكان المصري القديم يسمي الروح كا ويعتقد انها تزور القبر والأحياء على الأرض بين الحين والآخر (كان المصري القديم يخاطب الآخر ويقول له «اعمل الطيب لل [كا] تبعك»، أي أعمل الطيب لآخرتك.
أمحوتب صاحب تلك اللوحة ليس هو إمحوتب المهندس والطبيب الشهير الذي قام بإنشاء أهرامات الفرعون زوسر. عاش إمحوتب صاحب اللوحة في أوائل عصر البطالمة خلال القرن الثالث قبل الميلاد. اللوحة من الحجر الجيري وتوجد في المتحف البريطاني تحت رقم EA1688.
لوحة أمحوتب في شكل حرف T وهي لوحة قرابين  ومنحوت عليها صورا لآلهة تقدم للميت مشروبات ومأكولات. في مثلثين علووين نجد صورة الأختين إيزيس ونيفتيس - وهن أختي أوزوريس - تقدمان للميت المصور في صورة طائر «با» ماء وطعاما، وتنطقان بالتالي:«ستعيش» البا«تبعك (روحك) من الماء».
وفي وسط اللوحة نجد قارورتين من الماء إلى اليمين واليسار، وبجانبهما على كل ناحية أحد الرسوم لإله النيل حابي ويحملان على رأسهما نباتات النيل من القطرين الجنوبي والشمالي، ويقدمان القرابين.
ونجد في أسفل ذلك المشهد الميت مرسوما مرتين: إلى اليمين، الميت واقفا أمام شجرة مقدسة (شجرة الجميز) يضع أمامها طعاما وشرابا، وتعطيه ماء. وفي الرسم يسارا نجد صورة الميت جالسا على كرسي أنيق ويتلقى من الشجرة المقدسة شرابا، كما نجد عبارة مكتوبة تقول«أعطيك ماء لتحيا في الآخرة».

## لوحة قبر

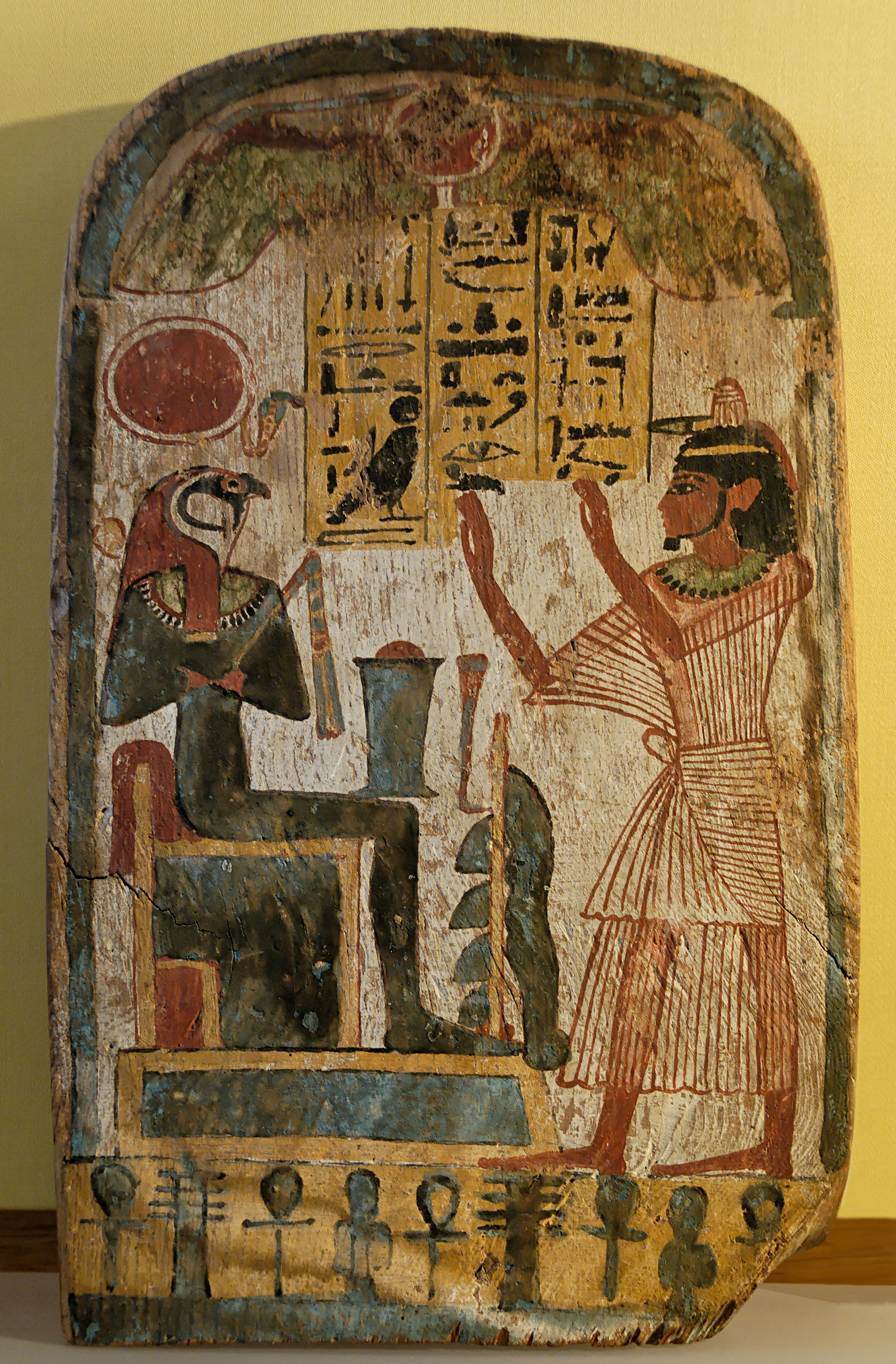
أحد الكهنوت يقدم أواني تحتوي على دهون عطرية إلى الإله "رع-حوراختي". لوحة من عام 900 قبل الميلاد، توجد في متحف اللوفر بفرنسا. (من عهد الأسرة الثانية والعشرين).

كان ما يعطى للميت في قبره من طعام وشراب وملبس وتمائم ومجوهرات لا تكفي لمساعدته على الحياة في الآخرة. فكان اعتقاد المصرون القدماء بأنه لا بد من مزاولة امداده بالطعام والشراب الطيبين أمام المقبرة أيضا على الدوام لكي يعيش، مع ذكر اسم الميت وقراءته ممن يمر بالقبر أو يزوره. فكانت العناية بالقبر من واجبات الأحياء ويشجع على أدائها والتحفيز لها، مثل الأقوال:«هب الماء لأبيك ولأمك المستقرين في قبورهما... وأذكر ما تقدمه لهما من طعام وشراب، فيقوم ابنك أيضا بفعل ذلك لك».
وكانت لوحات القبر تحمل رجاء للأحياء الذين يمرون على القبر:«رجاء من العائشين» بإعطاء مشرب ومأكل وذكر اسم صاحب القبر. «وتشجيعهم على ذلك بكتابة:» إذا اردتم أن يرضى الملك عنكم «، أو» إذا كنتم تحبون الحياة وتبغضون الموت«. , أحياناه بطريقة التهديد إذا لم يقم المار بأيفاء الرجاء (كما وجد على مقبرة في أسيوط):» من لا يفعل ذلك فمصيره الهلاك مع المجرمين وغضبت عليه الآلهة«. , أحيانا يكتب عل اللوحة:» العائشون الذين يمرون على قبري فليقرؤا ما هو مكتوب عليه ويحافظون عليها ويحترموا التماثيل المودعة أمامه، ومن لا يفعل ذلك «لفن يقبل إلاهه الخبز الأبيض الذي يقدمه له وأنما يصبحون معادين للإله. فلا تعطوا ظهوركم للمستقر في قبره ! فيحيط بكم عذاب السماء... فابكوا على الأقل على من يعيش في الظلام، بلا نور».
وفي عصر الدولة الحديثة الذي انتشر فيه عدم الأمان وسرقة القبور من مجرمين ولصوص فاكتفي رجال ونساء من الطبقة المتوسطة بنصب لوحة صغيرة من الحجر أو الخشب على القبر. فكانت اللوحة بالإضافة إلى تابوت المومياء من أهم الأشياء للمحافظة على اسم الميت ووضعه تحت حماية أحد الآلهة. فكان ينقش عليها منضدة عامرة بالطعام والشراب الطيبين تشجيعا للإله بأن يقوم برحماية ورعاية الميت في حياته الآخرة.
وكان يوضع بجوار المومياء في التابوت مخطوطة عن الأعمال الطيبة التي عملها الميت في حياته، تقول:«كنت أطعم الجوعان، وكنت أساعد الأرامل واليتامى، وكنت أعطي العاري ملبسا، وأعطي العطشان ماء»... أو بصيغة النفي «لم أسرق، ولم أشكوا عاملا لدى رئيسه، ولم أفعل كذا وكذا...».

## لوحة نارمر

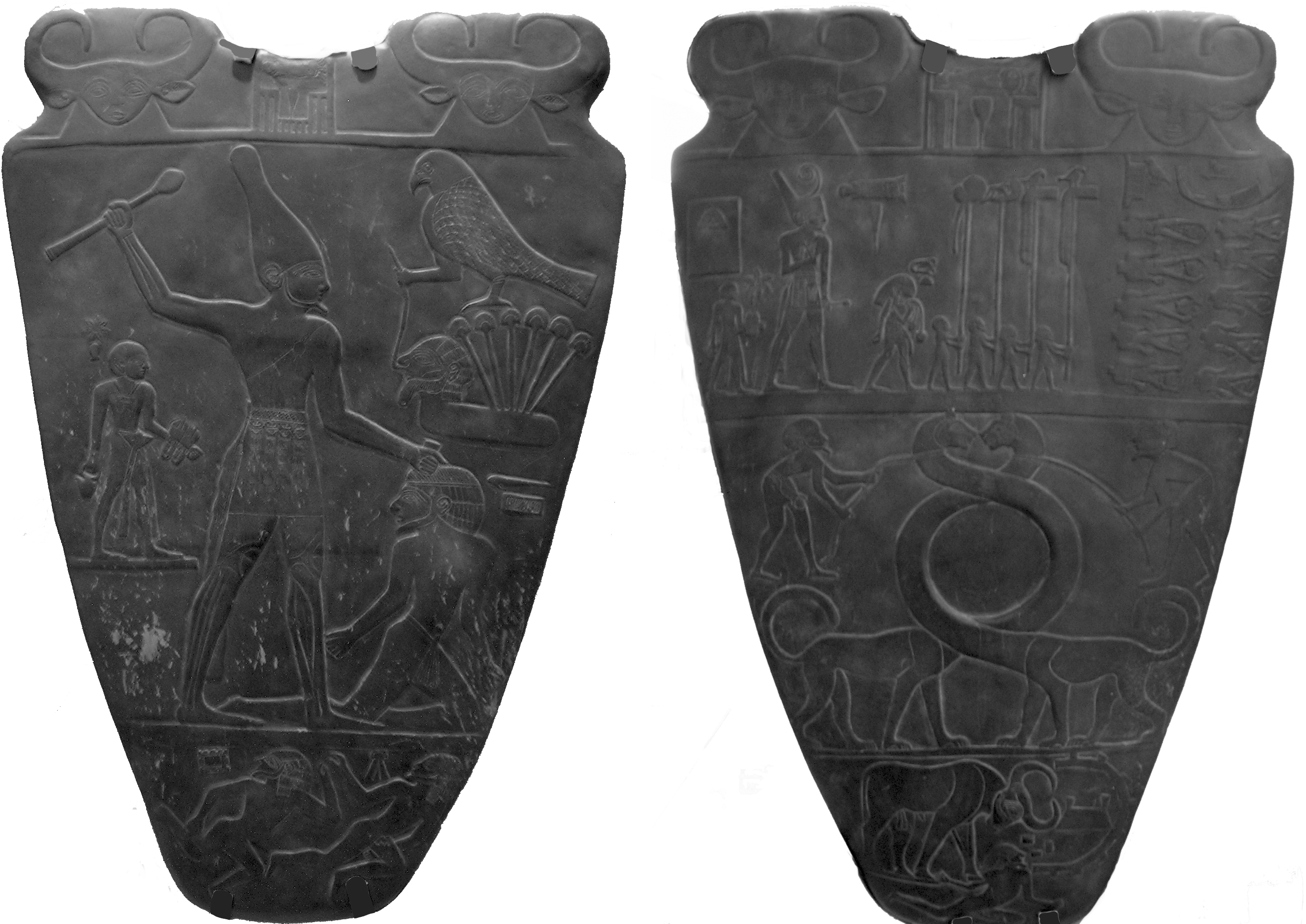
لوحة نارمر (الواجهة إلى اليسار، والخلفية إلى اليمين). 3100 قبل الميلاد.

تعتبر لوحة نارمر من أول اللوحات التاريخية، كتبت ورسمت في عهد الفرعون نارمر الذي وحد الوجهين المصريين: الوجه الجنوبي ويسميه المصري القديم «تاشمعو» أي أرض الجنوب، وأرض الشمال والتي كانت تسمى لدى المصري القديم «تامحو»، وكون بذلك أول دولة تحكم مركزيا من منف في التاريخ.
من مميزات تلك اللوحة وهي من حجر الإردواز الأخضر أنها تمجد معركة قام بها الفرعون نارمر - وكان من صعيد مصر - حين انتصر عام 3100 قبل الميلاد على أمراء الدلتا ووحد الوجهين. منقوش على تلك اللوحة مشهدا للملك نارمر كبيرا يمسك بيده اليسري بشعر رأس عدوه الذي يركع أمامه بيده اليسرى، رافعا ذراعه الأيمن ماسكا بمطرقته ليضرب عدوه بها على رأسه (انظر الصورة). هذا المشهد نجده يتكرر مرارا لذى فراعنة مصر عبر التاريخ رمزا لانتصارهم على أعدائهم، حيث نجده للملك تحوتمس الثالث ورمسيس الثاني وغيرهما.

الشيء الثاني الملفت للنظر على لوحة نارمر التي يرجع تاريخها إلى 3100 سنة قبل الميلاد بداية كتابة بالهيروغليفية على اللوحة، حيث نجد اسم الملك «نار-مر» واسم خادم الملك خلفه والذي يعتقد المؤرخ «تونبي ويلكنسون» أنه مكون من اسمين «حم» أي الخادم الأكبر، والزهرة بمعنى ملك «نسو» فيكون اسمه «الخادم الأكبر للملك»، كذلك نجد اسم بلد العدو هنا واسمها 
| T21 · Aa12 |

 «واش». ومضافا إلى تلك الأسماء نجد اسم الوزير على الوجه الآخر من اللوحة، حيث صوّر الوزير صغيرا يسير أمام الملك واسمه «ظت».

## حجر باليرمو
حجر باليرمو  هو الجزء الأكبر من لوحة كبيرة يعرف باسم «الحوليات الملكية للدولة القديمة»، والتي تحتوي على سجلات ملوك مصر من عصر الأسرة الأولى إلى عصر الأسرة الخامسة. الحجر محفوظ في المتحف الأثري الإقليمي في باليرمو، وبقية اللوحة موجودة بمتاحف القاهرة ولندن. صنعت اللوحة من البازلت الأسود، قرب نهاية عصر الأسرة الخامسة، وهو يسرد ملوك مصر القديمة بعد توحيد مصر السفلى ومصر العليا بدءً من الملك نارمر.

## لوحة أبي الهول

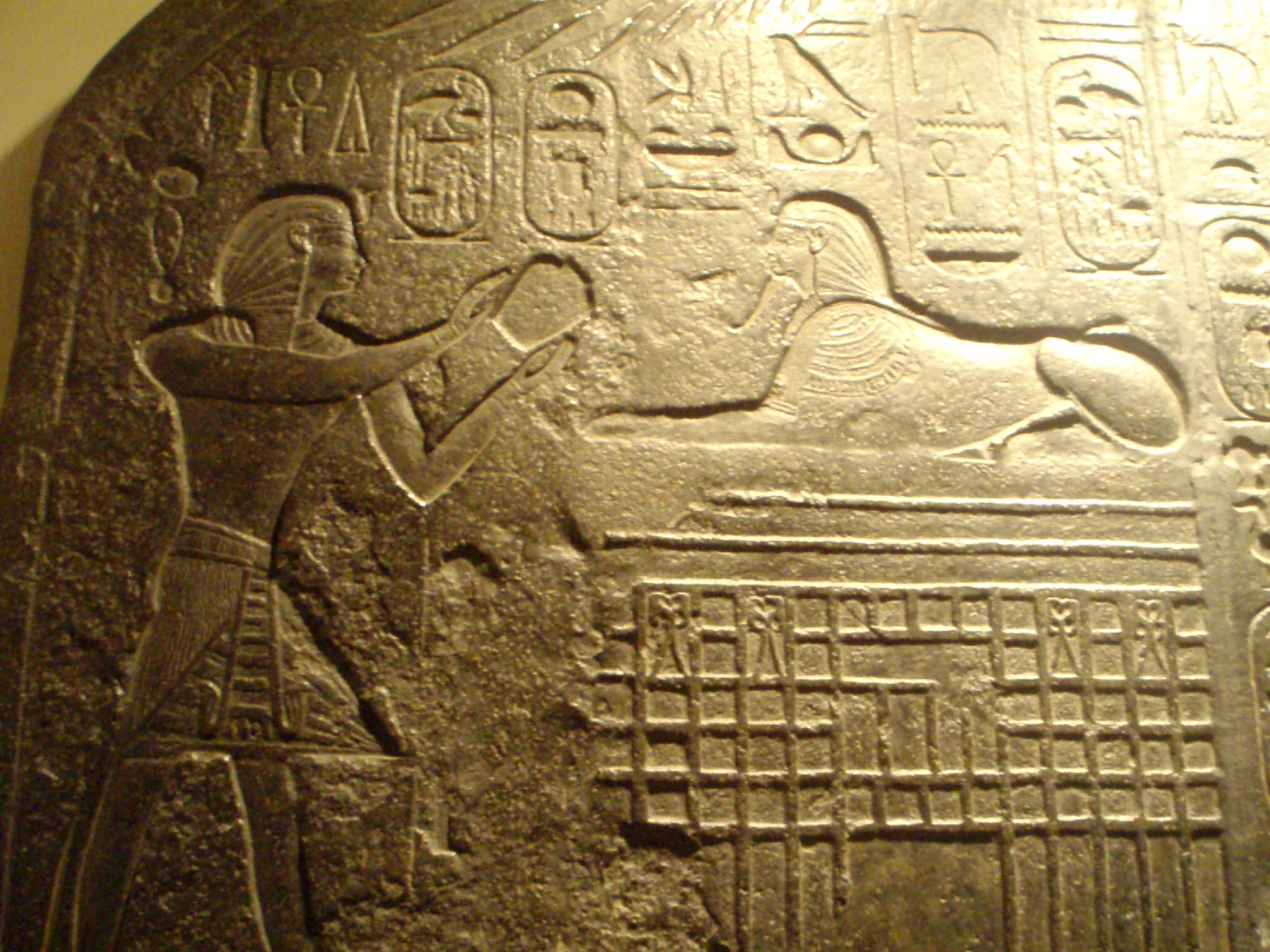
الجزء العلوي الأيسر للوحة الحلم : نموذج مصبوب من الجبس ويوجد في المتحف المصري روزيكروسيان في مدينة سان جوزيه، كاليفورنيا.

لوحة أبي الهول أو لوحة الحلم  هي لوحة تذكارية أمر بنصبها الفرعون تحتمس الرابع بين اليدين الممتدتين لتمثال أبو الهول في الجيزة، تخليدا لحلم حلم به هذا الفرعون قبل أن يعتلي عرش مصر في عام 1401 قبل الميلاد. كان الفرعون أميرا شابا في عصر الدولة الحديثة وكان يقوم ذات يوم بالصيد على هضبة الجيزة. وعندما أصابه التعب لجأ إلى أبي الهول الذي كانت قد غطته رمال الصحراء ولا يظهر منه سوى رأسه، وكبس على الأمير النوم فنام تحت ظله. وراوده حلم بأن ظهر له أبو الهول في المنام وبشّره بأنه سوف يتبؤ عرش مصر، وطلب أبو الهول منه أن يزيل فيما بعد ما تراكم عليه من رمال عبر العصور.

## حجر رشيد

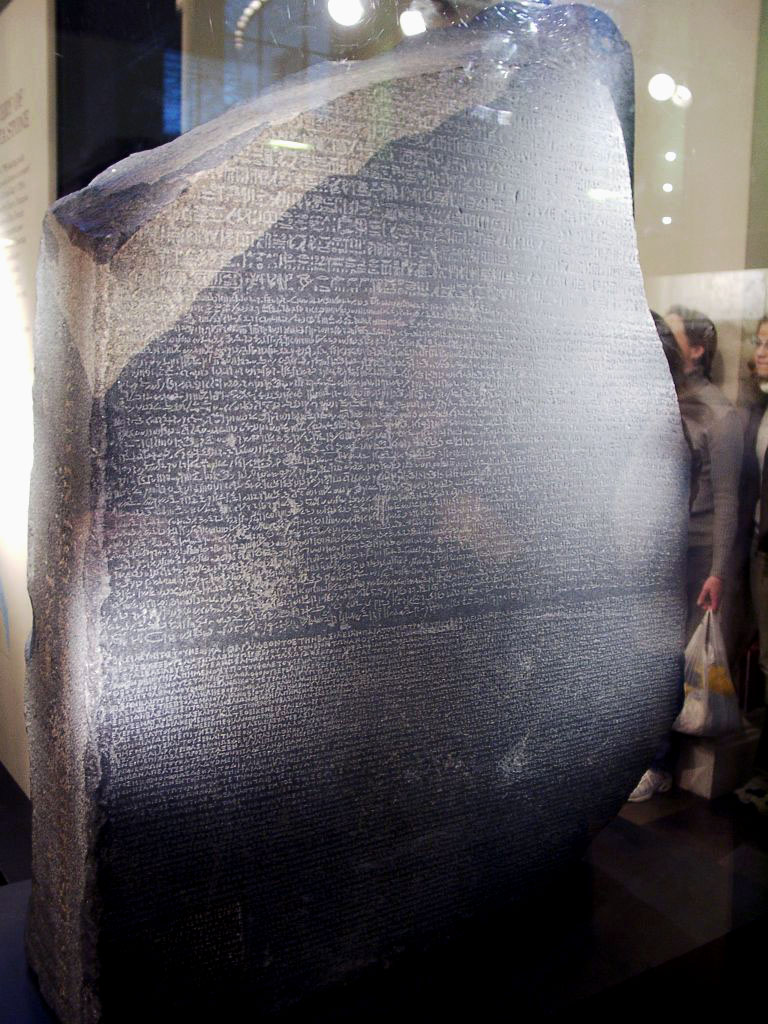
صورة لحجر رشيد في المتحف البريطاني.

حجر رشيد هو حجر نقشت عليه نص بالهيروغليفية والديموطيقية واليونانية، فكان مفتاح حل لغز الكتابة الهروغليفية، سمي بحجر رشيد لأنه اكتشف بمدينة رشيد الواقعة على مصب فرع نهر النيل في البحر الأبيض المتوسط.
اكتشفه ضابط فرنسي في 19 يوليو عام 1799م إبان الحملة الفرنسية وقد نقش عام 196 ق.م. والنص عبارة عن مرسوم ملكي صدر في مدينة منف عام 196 ق.م. وأصدره الكهان آنذاك تخليدا لبطليموس الخامس. النص مكتوب بثلاثة لغات: الهيروغليفية والديموطقية (القبطية ويقصد بها اللغة الحديثة لقدماء المصريين) والإغريقية، وكان وقت اكتشافه لغزا لغويا على الأخص بالنسبة للكتابة الهيروغليفية حيث كان قد انقطع استخدامها نحو 1500 سنة منذ أخر مخطوط كتب بالهيروغليفة نحو 360 سنة بعد الميلاد. واستطاع العالم الفرنسي جيان فرانسوا شامبليون تفسير ما عليه وتفسير الكتابة الهيروغليفية بعد مقارنتها باللغة اليونانية واللغة القبطية.
وكان ذلك فتحا للتعرف على الحضارة المصرية القديمة ومعرفة عظمة مصر التاريخية.

## صور لوحات حديثة

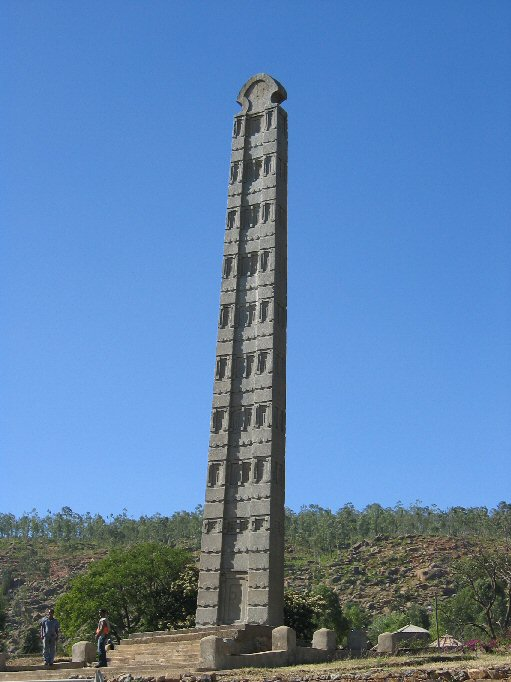
لوحة الملك إيزاناس بأكزوم، إثيوبيا
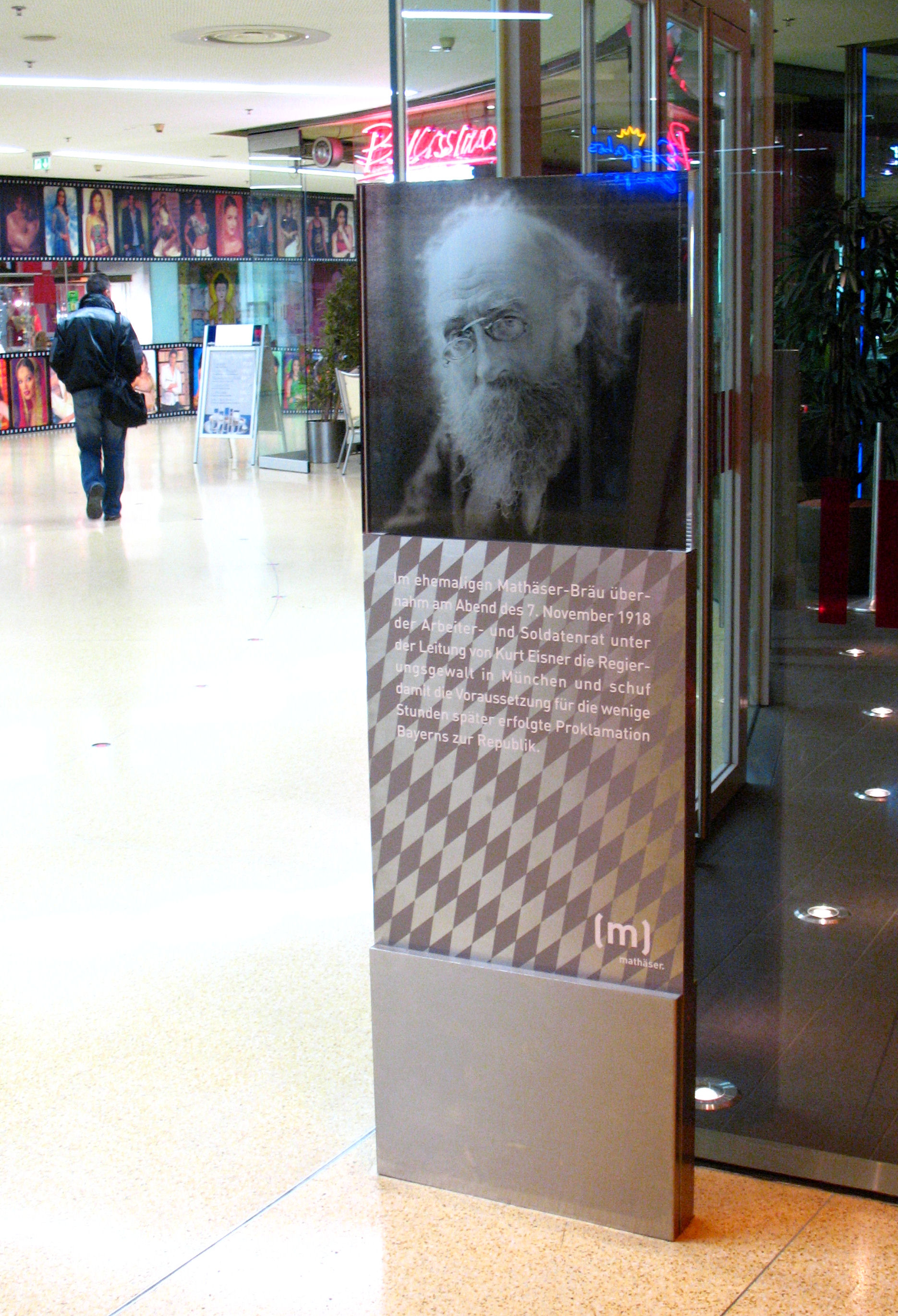
لوحة "كورت أيزنر" ب ميونيخ
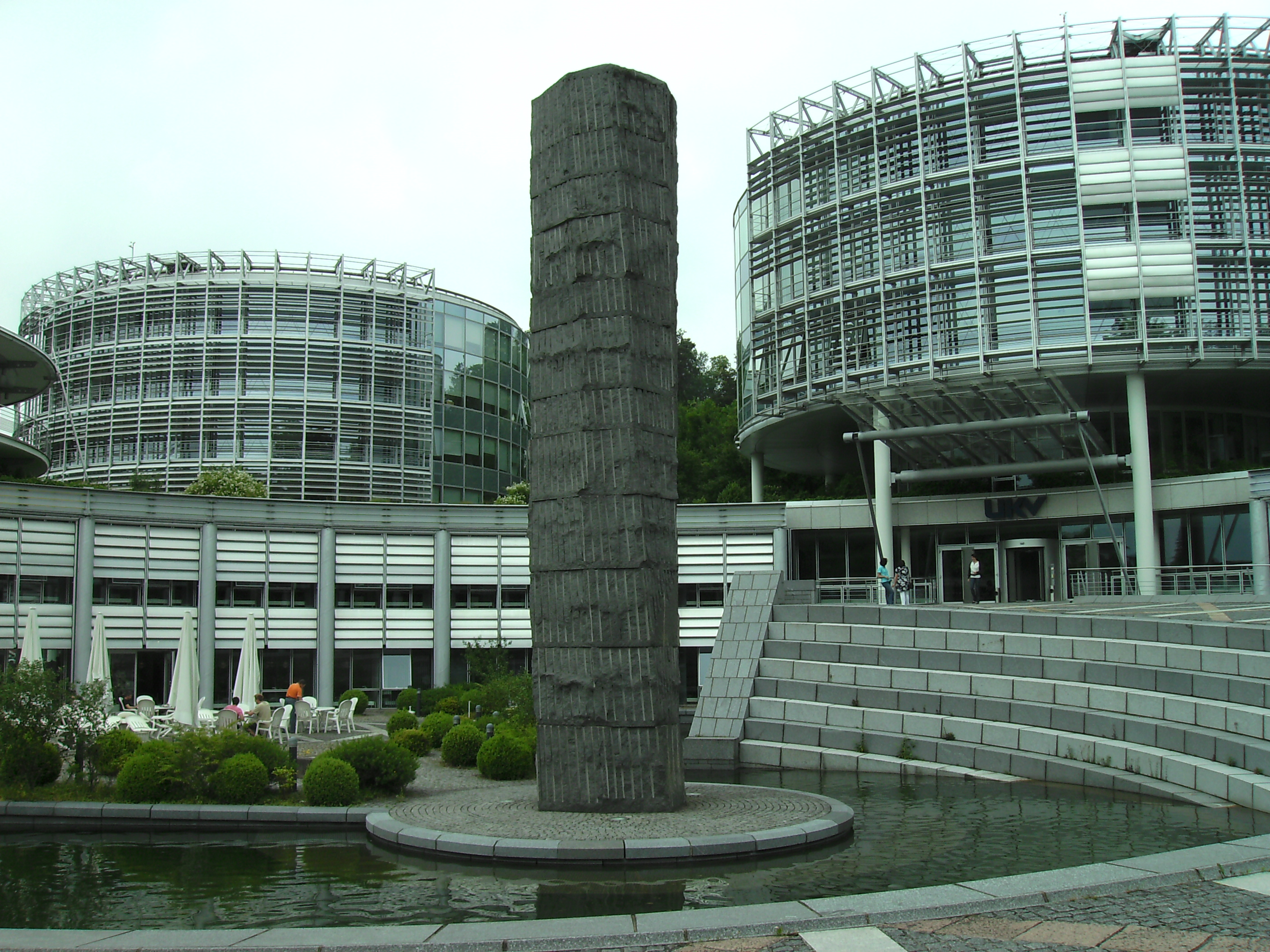
لوحة "ليو كورنبروست " أمام مبنى الإذاعة في ساربوكن، ألمانيا
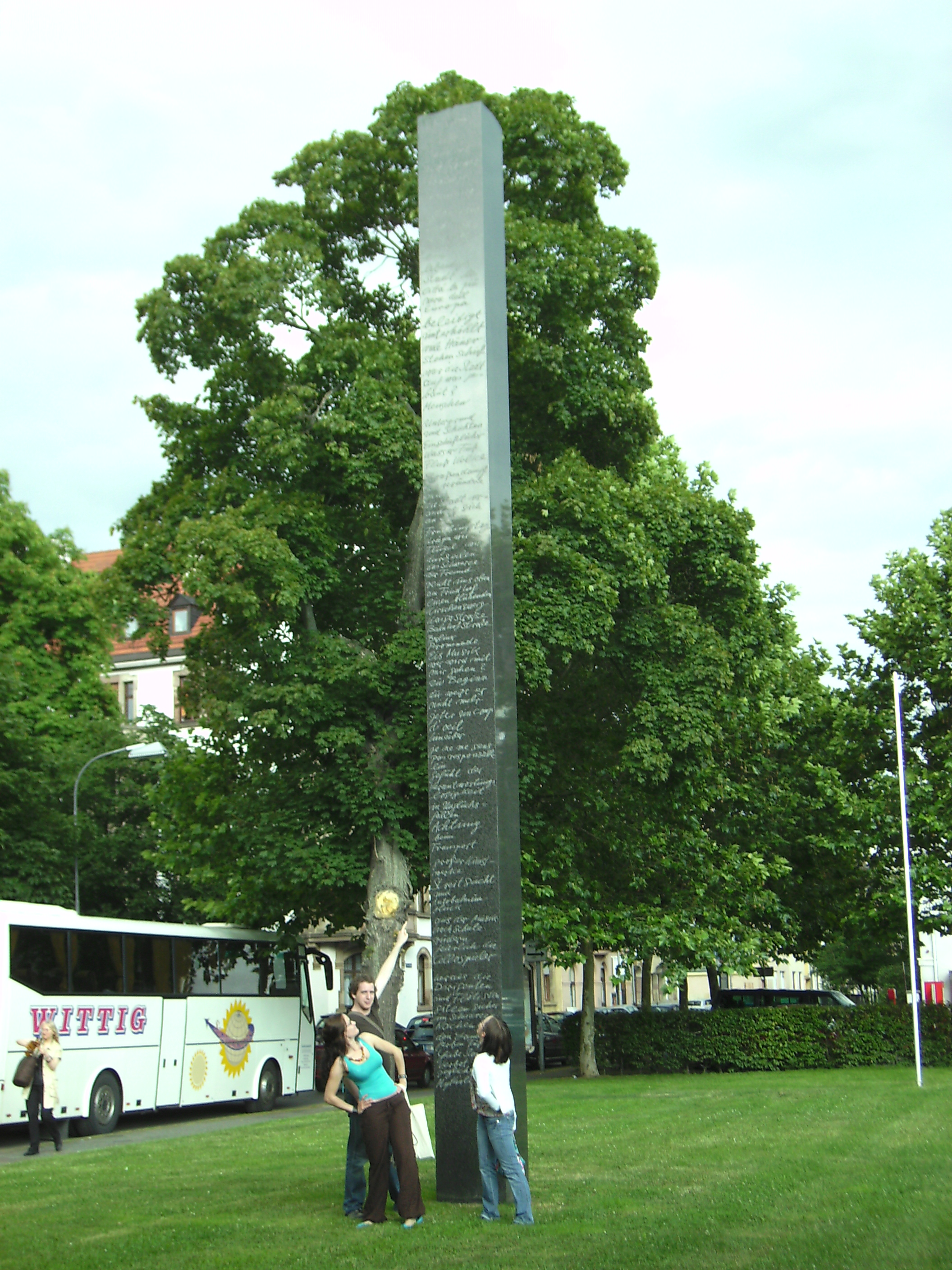
لوحة أمام متحف سارلاند، ألمانيا

## وصلات خارجية
- Funerary Stela
- Site en Français consacré aux stečci des balkans
- Stèles est un recueil de poèmes de Victor Segalen